# 條斑鮈鱥
條斑鮈鱥（学名：Hybopsis lineapunctata）为輻鰭魚綱鯉形目雅羅魚科鮈鱥屬的其中一種，分布於北美洲美國田納西州東南方、喬治亞州與阿拉巴馬州中的可薩河與德拉普薩河流域，體長可達8.5公分，棲息在岩石底質、水流快速的溪流底層流域，屬肉食性，以小魚及水生昆蟲為食，生活習性不明。

### 引用
1. ↑  NatureServe. . The IUCN Red List of Threatened Species (IUCN). 2013, 2013: e.T202118A18234425  [14 January 2018]. doi:10.2305/IUCN.UK.2013-1.RLTS.T202118A18234425.en. （原始内容存档于2018-06-02）.
2. ↑  Rainer Froese; Daniel Pauly (编). . Fishbase. 2017  [12 November 2017]. （原始内容存档于2023-02-24）.